# Zespół krótkiego jelita
Zespół krótkiego jelita (ang. short bowel syndrome, SBS) – stan po resekcji lub wyłączeniu fizjologicznej czynności odcinka lub całości jelita cienkiego, wymuszający konieczność żywienia pozajelitowego.

## Epidemiologia
Szacuje się, że w Polsce około 6 osób na 1,000,000 ma SBS. W USA częstość zespołu szacowana jest na 40 przypadków na 1,000,000.

## Etiologia
Najczęstszymi przyczynami SBS są:
- rozległa resekcja z powodu:
  - martwicy jelita wywołana przez zator lub zakrzep
  - choroby Leśniowskiego i Crohna
  - nowotworu jelita cienkiego
  - urazu
  - powikłań pooperacyjnych
  - skrętu jelita
  - zadzierzgnięcia jelita
  - niedotlenienia (martwicze zapalenie jelit w okresie noworodkowym)
- czynnościowe wyłączenie jelita w przebiegu:
  - popromiennego zapalenia jelit
  - celiakii
  - mukowiscydozy

## Objawy i przebieg
Wczesnymi objawami SBS są:
- biegunki, powodujące zaburzenia elektrolitowe, odwodnienie, kwasicę
- niedożywienie
- niedobory pokarmowe.

Z czasem w obrazie klinicznym SBS występują tzw. późne powikłania:
- zaburzenia psychiczne
- zaburzenia rytmu serca
- kamica żółciowa
- kamica nerkowa
- choroba wrzodowa
- cholestaza, marskość wątroby, niewydolność wątroby
- choroba metaboliczna kości.